# Ufologia Radicale
Ufologia Radicale (tạm dịch: UFO học cấp tiến) là cuốn sách nghiên cứu về UFO của Ý với bút danh "Men in Red" xuất bản vào năm 1999 ẩn chứa đằng sau đó cả một bản sắc tập thể được xác định theo vị thế chính trị của phe cực tả. Mặc dù tiêu đề sách đề cập rõ ràng đến UFO học, nhưng nó thực sự là lời giải thích xã hội học về đề tài này, dựa trên các khái niệm của chủ nghĩa Mác và cách mạng.
Trên thực tế, từ quan điểm mà sách cung cấp cho người đọc, khả năng chứng kiến hoặc tiếp xúc cự ly gần với quần thể người ngoài hành tinh thể hiện sự xác nhận của một trường hợp không tưởng đặc hữu trong xã hội tư bản hoặc khả năng tiếp xúc với người ngoài hành tinh trong vai trò là thực thể sở hữu nền văn minh phát triển nhất thiết phải là cộng sản.
Sách dựa trên giả định rằng để phát triển loại hình phương tiện giao thông có khả năng vượt quá tốc độ ánh sáng và do đó đến được hành tinh Trái Đất, điều cần thiết là nền văn minh ngoài Trái Đất này phải đạt đến mức độ hợp tác xã hội bậc cao là chủ nghĩa cộng sản. Theo nghĩa này, UFO học cấp tiến khuyến khích cư dân Trái Đất đừng sợ hãi khi tiếp xúc với quần thể người ngoài hành tinh, mà hãy chuẩn bị cuộc gặp mặt công khai với họ. Trên thực tế, quan điểm này khẳng định rằng chỉ những quần thể đã giải quyết được những mâu thuẫn của chủ nghĩa tư bản mới có thể thực sự đến được Trái Đất, do vậy mà UFO học cấp tiến đã phản đối UFO học tư sản do nó vô hiệu hóa yếu tố mang tính cách mạng đại diện bởi sự tiếp xúc tự chủ và phi chính trị giữa người Trái Đất và người ngoài hành tinh.